# Anys de vida ajustats per qualitat

Demostració d'anys de vida ajustats per qualitat (AVAQ) per a dues persones. L'individu A (que no va rebre una intervenció) té menys AVAQ que l'individu B (que va rebre una intervenció).

Els anys de vida ajustats per qualitat (AVAQ o QALY per les sigles en anglès) és una mesura de l'estat de la salut, que considera tant la quantitat com la qualitat de vida. S'utilitza en l'avaluació econòmica per valorar la rendibilitat de les intervencions mèdiques. Un AVAQ equival a un any en perfecte estat de salut. Si la salut d'un individu està per sota d'aquest màxim, els AVAQ s'acumulen a una taxa de menys d'1 per any. On estar mort s'associa amb 0 AVAQ. Els AVAQ es poden utilitzar per informar decisions personals, avaluar programes de salut i establir prioritats per a futurs programes.